# イシュトヴァーン・コヴァーチ (サッカー審判員)
イシュトヴァーン・コヴァーチ （István Kovács, ハンガリー語発音: [ˈiʃtvaːn ˈkovaːt͡ʃ], 1984年9月16日 - ）は、ルーマニア・カレイ出身のサッカー審判員。
2007年には22歳ながらスーペルクパ・ロムニエイの主審を務め、2010年からは国際サッカー連盟 (FIFA) に登録され（当時UEFA加盟国の中で最年少）、国際審判員を務めている。